# Arado Ar 232
Arado Ar 232 (znany także jako „Tausendfüßler“ (stonoga)) – niemiecki wojskowy samolot transportowy z okresu II wojny światowej produkowany przez firmę Arado Flugzeugwerke w Brandenburg an der Havel. 

## Historia
Projekt Ar 232 powstał na podstawie zamówienia złożonego pod koniec 1940 przez Biuro Techniczne (GL/C) Ministerstwa Lotnictwa Rzeszy (RLM). Prace projektowe, za które odpowiadał Walter Blume (pilot), początkowo pod numerem projektu E 440, rozpoczęły się w grudniu 1940. Jednocześnie do zespołu dołączył Hans Rebeski, właściciel patentu na skrzydło o wysokim udźwigu przetestowane wcześniej na Arado Ar 198 i Arado Ar 240.
Ważnym warunkiem było podwozie, aby samolot mógł korzystać z lotnisk polowych z rowami do szerokości 1,5 m i małymi wzniesieniami o wysokości do 0,8 m. Aby spełnić to bardzo obszerne wymaganie, w pierwszej kolejności rozważono podwozie gąsienicowe. Szybko porzucono to rozwiązanie, jako zbyt ciężkie i trudne technicznie w obsłudze, i zastąpiono je ostatecznym, z podwójnym rzędem indywidualnie zawieszonych i amortyzowanych kół niskociśnieniowych.

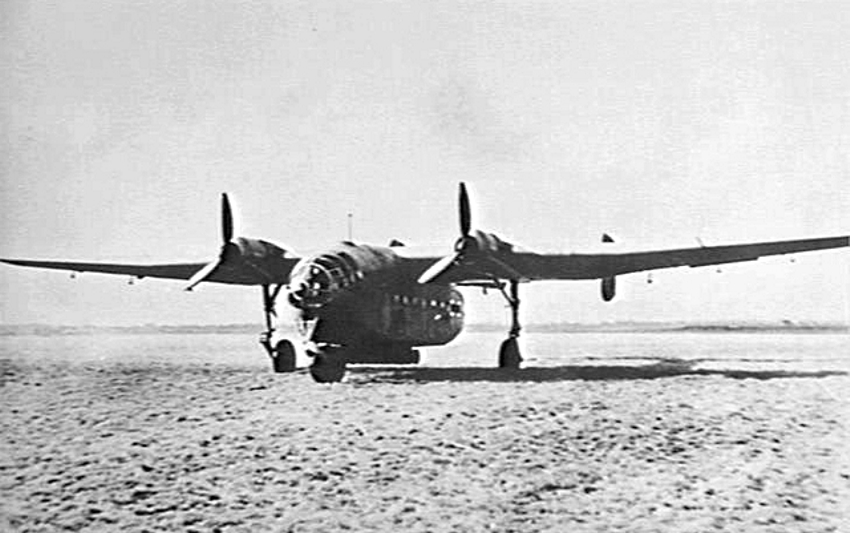
Arado Ar 232 A-0

Prototyp samolotu, AR 232 (V1) (dwusilnikowy), wzbił się w powietrze 28 lipca 1942. Napędzały go dwa silniki gwiazdowe BMW 801MA o mocy 1193 kW. Wyprodukowano 10 egzemplarzy.
Prototyp Arado Ar 232 serii B, wyposażono w cztery silniki gwiazdowe BMW Bramo 323, zamocowane w krawędziach natarcia środkowej, poszerzonej części płata. Taka konfiguracja została zachowana w 19 wyprodukowanych Ar 232B (inne źródła podają liczbę wyprodukowanych Arado Ar 232B na 11 egzemplarzy). Pierwszy lot Arado Ar 232B miał miejsce 3 sierpnia 1943. Były one bardzo intensywnie eksploatowane w latach 1943–1945. Większość z maszyn została przydzielona do jednostki Kampfgeschwader 200 i wykonywała zadania specjalne.
Była to nowoczesna konstrukcja, w której po raz pierwszy zastosowano wiele elementów uznawanych obecnie za standard w wojskowych samolotach transportowych, takich jak nisko zawieszony kadłub w kształcie skrzyni z opuszczaną rampą załadunkową w tylnej części oraz wysoko zawieszony ogon, który umożliwiał łatwe dostęp do strefy załadunku (umożliwiała załadunek na przykład samochodu terenowego), posiadająca wiele rozwiązań ułatwiających operacje załadunku i wyładunku, na przykład ruchomy dźwig podwieszony pod stropem ładowni, możliwość zmiany wysokości podłogi (obniżenie podwozia głównego). Charakterystycznym elementem samolotu było wielokołowe podwozie – początkowo 11, później 10 dwukołowych wózków z niskociśnieniowymi oponami – umieszczone w rzędzie pod kadłubem i umożliwiające korzystanie z przygodnych, nieutwardzonych lądowisk. Choć zalety nowej konstrukcji były oczywiste, to przede wszystkim duże zużycie metali lekkich doprowadziło do zamówienia jedynie niewielkiej liczby samolotów.

## Konstrukcja

Silnik Bramo 323 Fafnir eksponowany w Muzeum Lotnictwa Polskiego w Krakowie

W obu wersjach Ar 232 charakteryzował się prostą konstrukcją, która składała się z dużych, skręconych ze sobą zespołów. Był to średni samolot transportowy w układzie grzbietopłata o konstrukcji metalowej. Duży, przestronny kadłub o przekroju w przybliżeniu kwadratowym, zaokrąglonym półkolem u góry, zawierał kokpit z dwoma siedzeniami z przodu, z których lewy, fotel pierwszego pilota, mógł być również opancerzony w ramach zestawu modernizacyjnego. Obydwa siedzenia posiadały pełne sterowanie z kolumną sterującą i pedałami, z których prawa strona mogła być sprzęgana i odłączana, ale nie posiadała opcji hamowania. Do kokpitu przylegała ładownia o wymiarach 6,6 m długości, 2,3 m szerokości i 2,0 m wysokości. Do załadunku z tyłu zainstalowano dwuczęściową, sterowaną hydraulicznie klapę załadunkową, która po zamknięciu stanowiła część ściany zewnętrznej. Po otwarciu górna część, uchylna z tyłu, składała się do góry, natomiast dolna część, uchylna z przodu, odchylała się w dół, tworząc rampę do wprowadzenia ładunku. W przypadku towarów nieporęcznych, które nie mieściły się przez klapę załadunkową, można było odkręcić całą tylną część. Wysoko zamontowana rurowa belka ogonowa z podwójnym pionowym ogonem umożliwiała również bezpośredni podjazd pojazdów. Aby umożliwić obsługę i prawidłowe rozłożenie ładunku, na suficie przestrzeni ładunkowej znajdowała się szyna jezdna – lekko przesunięta od środka w lewo – z bloczkiem o udźwigu do 1500 kg. W lewej przedniej ścianie kadłuba znajdowały się drzwi wejściowe dla załogi z rozkładaną drabiną. Każda strona posiadała osiem okrągłych iluminatorów, które zapewniały dostateczne oświetlenie wnętrza. Do części końcowej belki ogonowej można było przymocować zaczep za pomocą trzech śrub na istniejących oczkach, który na końcu miał rozłączalne złącze do holowania szybowców lub do mocowania linek spadochronu hamulca. Gdy nie jest używany, całość można przykryć osłoną, którą nasuwa się i zabezpiecza śrubami.
Trójgoleniowe podwozie główne z możliwością skracania ich goleni chowane w locie (do korzystania na normalnych lotniskach) i 11 (później 10) dwukołowych wózków umieszczonych na stałe pod kadłubem pozwalało na pokonanie rowów do 1,5 m szerokości. Skracane golenie umożliwiały przez opuszczenie kadłuba łatwiejszy załadunek i przez styczność kół z oponami niskociśnieniowymi z podłożem na korzystanie z nieprzygotowanych lądowisk. Liczne koła nadały również samolotowi wspomniany powyżej przydomek. Napędzany czterema dziewięciocylindrowymi silnikami gwiazdowymi BMW Bramo 323R-2 Fafnir o mocy startowej 883 kW (1200 KM) z dodatkowym wtryskiem mieszanki wody z metanolem, 735 kW (1000 KM) na wysokości 0 m, 691 kW (940 KM) na wysokości 4000 m.
Uzbrojony w karabin maszynowy MG 131 kalibru 13 mm w oszklonym nosie kadłuba, działko MG 151/20 kalibru 20 mm w wieżyczce strzeleckiej na grzbiecie kadłuba, jeden karabin maszynowy MG 81 Z lub MG 131 kalibru 13 mm z tyłu kadłuba, pod belką ogonową. Istniała możliwość zamontowania w oknach do ośmiu karabinów maszynowych MG 34 kalibru 7,9 mm obsługiwanych przez pasażerów.